# Twin Valley (Minnesota)
Twin Valley es una ciudad ubicada en el condado de Norman en el estado estadounidense de Minnesota. En el Censo de 2010 tenía una población de 821 habitantes y una densidad poblacional de 365,2 personas por km².

## Geografía
Twin Valley se encuentra ubicada en las coordenadas 47°15′32″N 96°15′32″O / 47.25889, -96.25889. Según la Oficina del Censo de los Estados Unidos, Twin Valley tiene una superficie total de 2.25 km², de la cual 2.25 km² corresponden a tierra firme y (0%) 0 km² es agua.

## Demografía
Según el censo de 2010, había 821 personas residiendo en Twin Valley. La densidad de población era de 365,2 hab./km². De los 821 habitantes, Twin Valley estaba compuesto por el 94.4% blancos, el 0% eran afroamericanos, el 3.17% eran amerindios, el 0% eran asiáticos, el 0% eran isleños del Pacífico, el 0.73% eran de otras razas y el 1.71% pertenecían a dos o más razas. Del total de la población el 2.07% eran hispanos o latinos de cualquier raza.